# Mount Rolleston
Der Mount Rolleston, in der Sprache der Māori ursprünglich Te Tara o Tama genannt, ist ein Berg in den Neuseeländischen Alpen der Region Canterbury auf der Südinsel von Neuseeland.

## Namensherkunft
Der Berg wurde 1864 von dem Landvermesser Arthur Dudley Dobson auf seiner Suche nach einer Route zu den Goldfeldern der Westküste durch die Alpen gesichtet und von ihm nach damaligen Superintendenten der Provinz Canterbury William Rolleston benannt.

## Geographie
Der 2275 m hohe Berg befindet sich rund 50 km südöstlich von Hokitika, an der Westküste liegend, und 3,7 km westlich des Arthur’s Pass sowie dem nach Norden führenden New Zealand State Highway 73. Er ist Teil der Jellicoe Ridge, die sich hier über rund 20 km in Nord-Süd-Richtung hinzieht. Direkt südlich unterhalb des Gipfels erstreckt sich ein kleiner 1,14 km langer und 0,87 km breiter, Crow Glacier genannter, Gletscher.
Das Bergmassiv liegt im Arthur’s Pass National Park und befindet sich am westlichen Rand des Parks.

## Alpines Bergwandern
Normale Bergwanderer können sich dem Berg vom Parkplatz der Jacks Hut am New Zealand State Highway 73 liegend über den nach Westen abgehenden Bealey Valley Track nähern, der sich über 1,2 km durch das Tal erstreckt und eine Wanderung von rund 25 Minuten ermöglicht. Eine andere Möglichkeit den Berg zu sehen ist, über den 45 Minuten benötigenden Otira Valley Track von Nordosten aus sich dem Berg zu nähern. Anschließend wird für eine Ersteigung des Berges über beide Anstiege eine alpine Ausrüstung erforderlich, da der Gipfel ganzjährig von Schnee und Eis bedeckt ist.
Die Erstbesteigung des Mount Rolleston gelang den beiden Bergsteigern H. Thomson und J. Gilligan im Jahr 1912.